# Ватувеи, Луатанги
Луатанги Самураи Ватувеи (яп. ルアタンギ・侍バツベイ Руатанги Самурай Бацубэи, англ. Luatangi Samurai Vatuvei, род. 8 декабря 1977) — японский регбист тонганского происхождения, выступавший на позиции лока (замка).

## Биография

### Клубная карьера
Окончил среднюю школу в Тонга, учился до 2002 года в японском университете Дайто Бунка. С 2002 года выступал за команду «Тосиба Брэйв Лупус», в сезоне 2004/2005 он в 11 играх занёс 18 попыток и завоевал приз лучшего бомбардира по числу попыток. С командой выигрывал чемпионаты в 2004, 2006 и 2007 годах. В 2007 году он перешёл в команду «Кинтэцу Лайнерс», которая вылетела из Топ Лиги, за которую выступал до 2012 года. Несмотря на хроническую травму колена и ухудшение формы, он продолжал выступать за команду до 2009 года. Заключительный сезон 2010/2011 провёл за «Тойота Индастриз Шаттлз».

### В сборной
Дебют в сборной Японии Ватувеи совершил 13 мая 2001 года в матче против Южной Кореи. Всего он провёл 23 игры и набрал 45 очков (9 попыток). 4 июля 2004 года он провёл матч против Италии, после чего надолго перестал вызываться в сборную Японии. Вернул его в команду тренер Джон Кируэн, даже несмотря на вылет «Кинтэцу Лайнерс» из Топ-Лиги. В 2007 году Ватувеи выступил за сборную Японии на чемпионате мира во Франции, сыграв матчи против Австралии (8 сентября, поражение 3:91) и Канады (25 сентября, ничья 12:12).

### Личная жизнь
Прожив три года в Японии, Ватувеи получил подданство Японии в августе 2006 года и добавил в своё имя слово «Самурай». Выбор был обоснован не только любовью к Японии, но и просмотренным Луатанги фильмом «Последний самурай».
Луатанги родом из регбийной семьи: его двоюродный брат Ману Ватувеи — игрок в регбилиг, выступал за сборную Новой Зеландии на позиции вингера; его младший брат Сионе Ватувеи — игрок сборной Тонга в 2010—2011 годах, выступает на позиции фланкера.

## Стиль игры
Благодаря росту и весу Ватувеи отличался огромной физической силой, вследствие чего играл не только во второй линии нападения, но и в центре (туда его ставил тренер «Тосиба Брэйв Лупус» Масахиро Кунда).